# Leonardo Padrón
Leonardo Padrón (Caracas, 12 de novembro de 1959) é um escritor e jornalista venezuelano, autor da novela Amar a muerte.

## Biografia

### Formação acadêmica Editar
Começou a estudar Letras na Universidade Católica Andrés Bello (UCAB) e depois se dedicou ao ensino, trabalhando na UCAB, na Universidade de Los Andes, na Universidade de Salamanca (Espanha), no Museu de Belas Artes e no Instituto de Criatividade e Comunicação (ICREA). Ele deu seus primeiros passos na mídia como jornalista, publicando uma variedade de artigos.

### Na mídia audiovisual
Padrón é um escritor de novelas influenciado por José Ignacio Cabrujas e César Miguel Rondón, no que tem sido chamado de novela cultural ou realista. Entre as suas novelas de maior sucesso estão «Contra o vento e a maré» (1997), «O país das mulheres» (1998) «Cosita Rica» (2003) «A mulher perfeita» (2010) e mais recentemente Amar a muerte »(2018 )
Ele também foi o apresentador da versão para a televisão de seu programa de entrevistas de sucesso "O Impossível". Também escreveu os roteiros dos filmes venezuelanos "Miranda", "Manuela Sáenz", "A primeira vez"; "Aguasangre" (adaptação cinematográfica); e "Chuva". Em 2000 obteve o Prémio Municipal de Cinema com o guião de «Manuela Sáenz», o Prémio ANAC de Melhor Roteiro Nacional de Cinema dos últimos cinco anos para «Manuela Sáenz», o Prémio da Associação Nacional de Autores Cinematográficos e o Prémio Fundavisual Latina, entre outros.